# 黄田多喜夫
黄田 多喜夫（おうだ たきお、1907年〈明治40年〉3月16日 - 1998年〈平成10年〉）は、日本の外交官、通産官僚。外務書記官、大東亜省電信課長、香港占領地外事部長、公正取引委員会総務部長、通産省通商局長、外務省経済局長、駐デンマーク公使・大使、駐インドネシア大使、外務審査官、外務次官を務めた。

## 来歴
1907年広島県生まれ。広島国泰寺高校から東京帝国大学を経て、第39回文官高等試験外交科合格後、1930年に外務省に入省。1942年に外務書記官（在米大使館外務書記生）を務めた後、大東亜省電信課長を経て、日本占領下の香港で外事部長を務め 、日本の降伏まで務めた。帰国後は、終戦連絡中央事務局経済部長、公正取引委員会総務部長、通商産業省の通商局長（通商監）、外務省の経済局長、駐英公使（1954年より）、駐デンマーク公使・大使、インドネシア大使などを歴任。退官後に外務省顧問。

### 香港外事部長
香港外事部長在任中、香港の外交と、外国人捕虜が収容されていたスタンレー収容所やその他の強制収容所を完全に管理し、捕虜に小包を送るために外部を開放した。同時に、虚弱な2人の捕虜が毎週フランス病院で治療を受けることを許可した。こうした方針は当時の捕虜にも認められ、神父からもを「善良なる日本人」と称賛された。

## 趣味
在イギリス大使館公使を務めていた時代にUFOに関心を持ち、当時の航空幕僚長・上村健太郎に日本のUFO研究の状況を照会する私信を送った。1967年の外務省顧問在任中にも、当時労働政務次官を務めていた海部俊樹とモスクワの日本大使公邸でUFOについて語ったという証言が残っている。